# Expedition von Leichhardt (1846–1847)

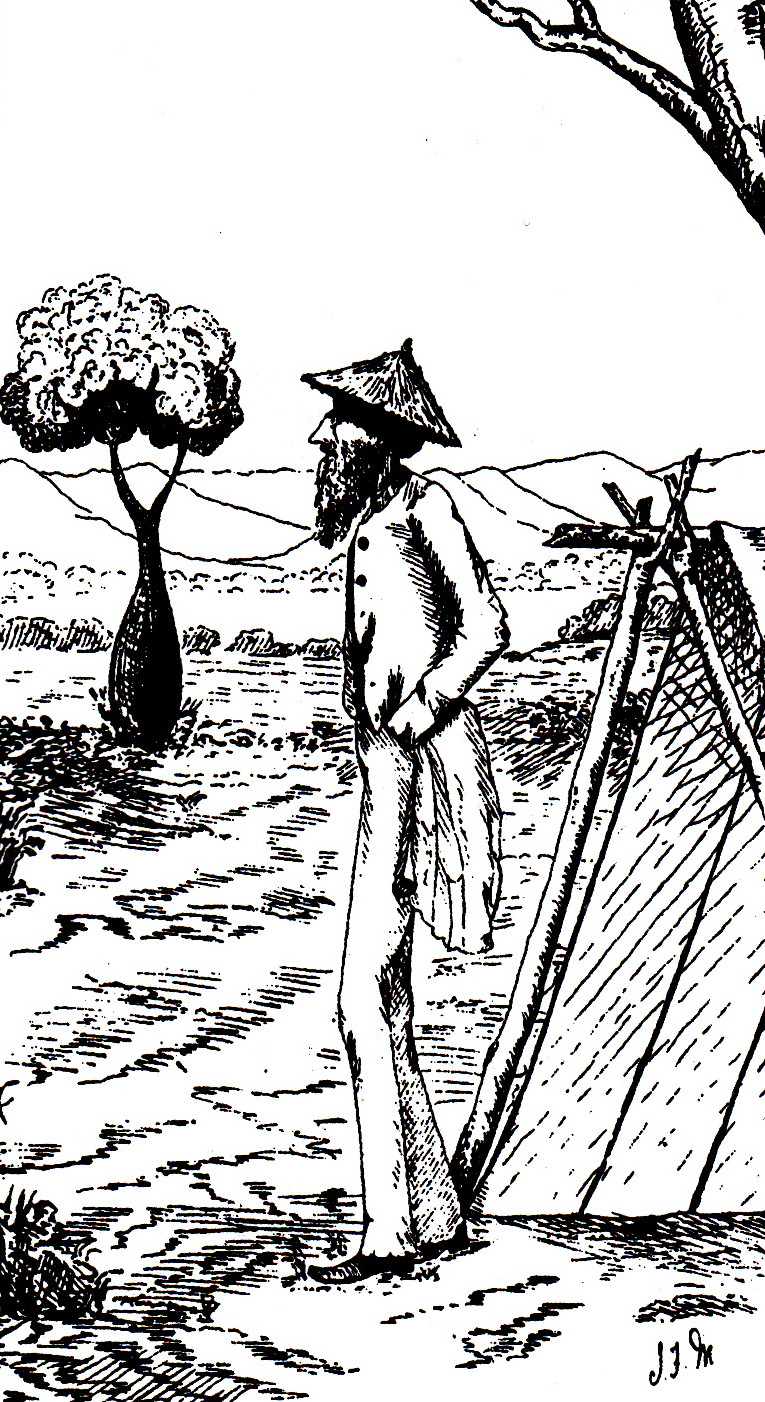
Ludwig Leichhardt vor seinem Zelt während seiner zweiten Expedition (Zeichnung von John Frederick Mann)

Die Expedition von Leichhardt in den Jahren von 1846 bis 1847 war das zweite derartige Vorhaben des preußischen Entdeckers Ludwig Leichhardt in Australien. Sie sollte vom Osten bis in den Westen Australiens an den Swan River führen. Zur damaligen Zeit war das Innere Australiens von Europäern noch nicht durchquert worden. Die Expeditionsreise scheiterte nach fünf Monaten am Mangel an Verpflegung, an den extremen Wetterverhältnissen, Krankheiten und Unstimmigkeiten zwischen Leichhardt und seiner Mannschaft.

## Vorgeschichte
Mit seiner ersten Australienexpedition in den Jahren 1844 bis 1845, die im Ergebnis erfolgreich war, hatte Ludwig Leichhardt bewiesen, dass es landwirtschaftlich nutzbares Land und Kohlevorkommen im Nordwesten Australiens zwischen Jimbour und Port Essington gibt. Diese Erkenntnisse waren die Voraussetzung für weitere Erkundungen und Besiedlungen dieser Gebiete.
Als Leichhardt am 29. März 1846 nach dieser Expedition wieder in Sydney ankam, wurde er feierlich empfangen. Dort plante er seine zweite Expedition. Obwohl das Vorhaben für die Erkundung Australiens von großer Bedeutung war, erhielt er – trotz Vorsprache beim Gouverneur Charles FitzRoy – keine finanzielle Unterstützung von der britischen Kolonialregierung. Er selbst hatte als Anerkennung für die erfolgreiche Durchführung der ersten Expedition 600 Pfund Sterling erhalten. Eine privat organisierte Sammlung in Sydney erbrachte weitere 600 Pfund, die er zum Kauf von Vieh verwendete. Die Zeit zur Vorbereitung der Entdeckungsreise war kurz, da Leichhardt bis zum August 1846 mit der Vorbereitung einer Publikation über seine Expedition befasst war.

## Reiseplanung
Die Expeditionsroute sollte nach den Erfahrungen von Leichhardts erster Expedition vor allem entlang der Flussläufe erfolgen, denn es hatte sich herausgestellt, dass die Trinkwasserbeschaffung das größte Problem war. Auch Weideplätze für das Vieh, das der Verpflegung dienen sollte, waren zu berücksichtigen. Als Lasttiere kamen nicht mehr Ochsen, sondern Maulesel infrage. Leichhardt hatte auch an Kamele gedacht, aber es gab zur damaligen Zeit in Australien lediglich zwei Kamele und für eine Beschaffung aus Indien reichte die Zeit nicht. Um nicht zu viel Zeit mit der Nahrungsbeschaffung durch Jagd zu verlieren, sollten dieses Mal nicht nur Ochsen, sondern Ziegen und Schafe mitgenommen und nach Bedarf geschlachtet werden. Auch hatte sich gezeigt, dass das Beladen der Ochsen zu zeitaufwendig war und dass sie ihre Last häufig abwarfen. Im Verlauf der ersten Expedition musste Leichhardt erkennen, dass die Lasten, die mit Lederriemen auf Tragetieren befestigt waren, häufig brachen und die Sättel zerschlissen. Deshalb wurde James Harry, ein Sattler, als Expeditionsteilnehmer aufgenommen. Die Mehl- und Zuckervorräte waren mit sechs bis acht Monaten für die geplante Reisedauer von etwa zwei bis drei Jahren zu niedrig angesetzt. Leichhardt hielt sie dennoch für ausreichend.

## Forschungsreise

### Mannschaft
Die Expeditionsmannschaft bestand mit Leichhardt aus neun Personen: Heinrich Böcking, ein Deutscher, der als Koch eingesetzt wurde, Daniel Bunce, ein Botaniker, Hovenden Hely und John Frederick Mann, ein Landvermesser, der beim Trigonometrical Survey of Britain gearbeitet hatte. Ferner waren James Perry, Henry Turnbull und die Aborigines Harry Brown und Woommai (Jimmy) Mannschaftsmitglieder. Die Aborigines wurden als Fährtensucher eingesetzt. Hely hatte Erfahrungen mit Pferden und Vieh, wie auch Turnbull. Expeditionserfahrungen im Outback Australiens hatten lediglich Leichhardt, Bunce und Brown. Letzterer war auch ein Teilnehmer der ersten Expedition von Leichhardt in den Jahren 1845 bis 1846 gewesen.

### Ausrüstung und Verpflegung
Zum Schutz vor der Witterung sollten zwei Zelte aus Kaliko dienen, die acht Fuß (2,44 m) lang, sechs Fuß (1,83 m) breit und vier Fuß (1,22 m) hoch waren. Kaliko ist in geöltem Zustand wasserabweisend. Die Bekleidung, die der Mannschaft zur Verfügung stand, bestand aus je zwei Moleskin-Hosen, Kaliko-Ponchos, Hemden aus Wolle, zwei Paar Schuhen und Socken. Jeder hatte eine Decke, einen Sattel und Satteltaschen, Essbesteck und Trinkgefäße. Insgesamt 50 Pfund Schießpulver, acht Gewehre, zwei Schwerter und Beile wurden mitgeführt. Zur Verpflegung wurden 1000 Pfund Mehl, je 200 Pfund Tee, Zucker und Salz, 6 Riegel Seife, etwa 20 Pfund Gelatine, Tapioka etc. transportiert.

### Reiseverlauf
Am 1. Oktober 1846 begann die Expedition mit der Abreise von Sydney nach Port Stephens. Von dort aus reisten die Männer auf dem Landweg in die Darling Downs, wo Hely am 6. Dezember 1846 in Jimbour zu ihnen stieß. Damit war die Mannschaft vollständig.
Am 10. Dezember 1846 brach die Expedition von der Gogg-Schafstation, damals am Ende der Zivilisation gelegen, mit 14 Pferden, 16 Mauleseln, 40 Rindern, 270 Ziegen, 90 Schafen und 4 Hunden auf.
Bereits zu Beginn der Expedition kam es wegen eines entlaufenen Stieres zu Unstimmigkeiten zwischen Leichhardt und Mann. Unterschiedliche Auffassungen zwischen Leichhardt und seiner Mannschaft setzten sich im Expeditionsverlauf fort.
Das Vorankommen gestaltete sich mühsam und häufig mussten entlaufenes Vieh und unzureichend bewachte Pferde wieder eingefangen werden. Alle Expeditionsteilnehmer litten unter einer Moskito- und Sandfliegenplage. Später kam eine Hornissenplage hinzu. Zu Beginn der Reise herrschte große Hitze, die bis zu 34 °C betrug. Die Teilnehmer hatten häufig Durchfall und wegen der Insektenstiche schmerzhafte Augenentzündungen. Häufig setzten starke Regengüsse ein und das Fortkommen gestaltete sich wegen morastiger Böden und angeschwollener Flüsse als sehr schwierig. Die Teilnehmer mussten auch auf den nassen Böden kampieren und die Zelte zerschlissen. Wegen der feuchten Witterung und der Lebensumstände hatten die meisten Mannschaftsmitglieder Fieber und waren geschwächt. So kam es zu zeitlichen Verzögerungen. Der Mackenzie River konnte erst im März mit letztem Kraftaufwand überquert werden. Da die Expeditionsmitglieder durch Fieberanfälle geschwächt waren, mussten sie drei Wochen am Ufer pausieren. Leichhardt drängte auf ein Weiterkommen, die Mitglieder seiner Mannschaft wollten umkehren. Sie kritisierten Leichhardt wegen der fehlenden medizinischen Vorsorge gegen Fiebererkrankungen. Leichhardt sandte am 5. April die Kranken auf die Höhen der Peak Range, damit sie unter dem Einfluss von Höhenluft gesundeten. Als sie sich wieder vereinten, waren alle Schafe und Ziegen mangels ausreichender Bewachung geflohen und nicht mehr auffindbar. Für die Verpflegung hatten sie nur noch 38 Ochsen. Weitere Ochsen gingen in der Wildnis verloren und konnten nicht mehr aufgefunden werden. Als lediglich neun Ochsen übrig waren, schlachtete Leichhardt Ochsen zur Herstellung von Trockenfleisch, doch wegen der feuchten Witterung gelang die Trocknung nicht. Zusätzlich fielen die Hunde nachts über einen Teil des geschlachteten Fleisches her. Leichhardt gab am 7. Juni auf. Als die Expedition am 23. Juli wieder bei den Darling Downs ankam, war Leichhardt ebenso geschwächt wie die Teilnehmer. Er war an Rheuma erkrankt und konnte nur noch mit Hilfe von Fremden ein Pferd besteigen. Er erholte sich allerdings innerhalb von zwei Wochen wieder und machte sich unverzüglich Gedanken darüber, wie er mit einer weiteren Expedition und anderen Teilnehmern das verfehlte Ziel erreichen könnte. Auf dem Schiff Tamar kam er schließlich am 9. Oktober nach Sydney zurück. Dort plante er die Wiederholung der gescheiterten Expedition im Jahr 1848. Auf dieser dritten Expedition sollte Leichhardt spurlos verschwinden und auf ungeklärte Weise seinen Tod finden.

### Reiseberichte
Von Leichhardt gibt es lediglich einen Brief an seinen Schwager, in dem er die Gründe des Scheiterns aus seiner Sicht darlegte. Die Gründe, die er nannte, sind: Die meisten Teilnehmer wären zu jung gewesen und hatten keine Expeditionserfahrungen. Sie hätten den Jubel anlässlich seiner Ankunft nach der erfolgreichen Expedition in Sydney erlebt und sich vor allem eine ähnliche Anerkennung und Gelder der Kolonialregierung erhofft. Die einseitige Verpflegung mit fettem Fleisch hätte zu den Symptomen von Schwäche und Krankheit geführt. Die Expeditionsteilnehmer hätten sich im Expeditionsverlauf nicht anstrengen und ihn und seine zwei Aborigines nicht bzw. nicht genügend unterstützen wollen.
1850 gab Bunce in einer Zeitung in Melbourne einen Bericht über die misslungene Expedition heraus. Er kritisierte Leichhardt dahin gehend zurückhaltend, weil sich Leichhardt in einzelnen Aspekten falsch verhalten hätte. Leichhardt konnte diesen Vorhaltungen nicht mehr entgegen, da er 1848 auf seiner dritten Expedition verschollen blieb.
Mehr als 40 Jahre nach der Expedition veröffentlichte John Mann im Jahr 1888 sein Werk Eight Months with Dr. Leichhardt in die Years 1846-47. In diesem Werk, das stark von Animositäten geprägt ist, führte er umfangreich aus, dass Leichhardts Führungs- und sein persönliches Verhalten im Verlauf der Expedition zum Scheitern der Expedition geführt hätte.